# Nişantaş
Koordinaten: 40° 0′ 47,5″ N, 34° 37′ 2,7″ O

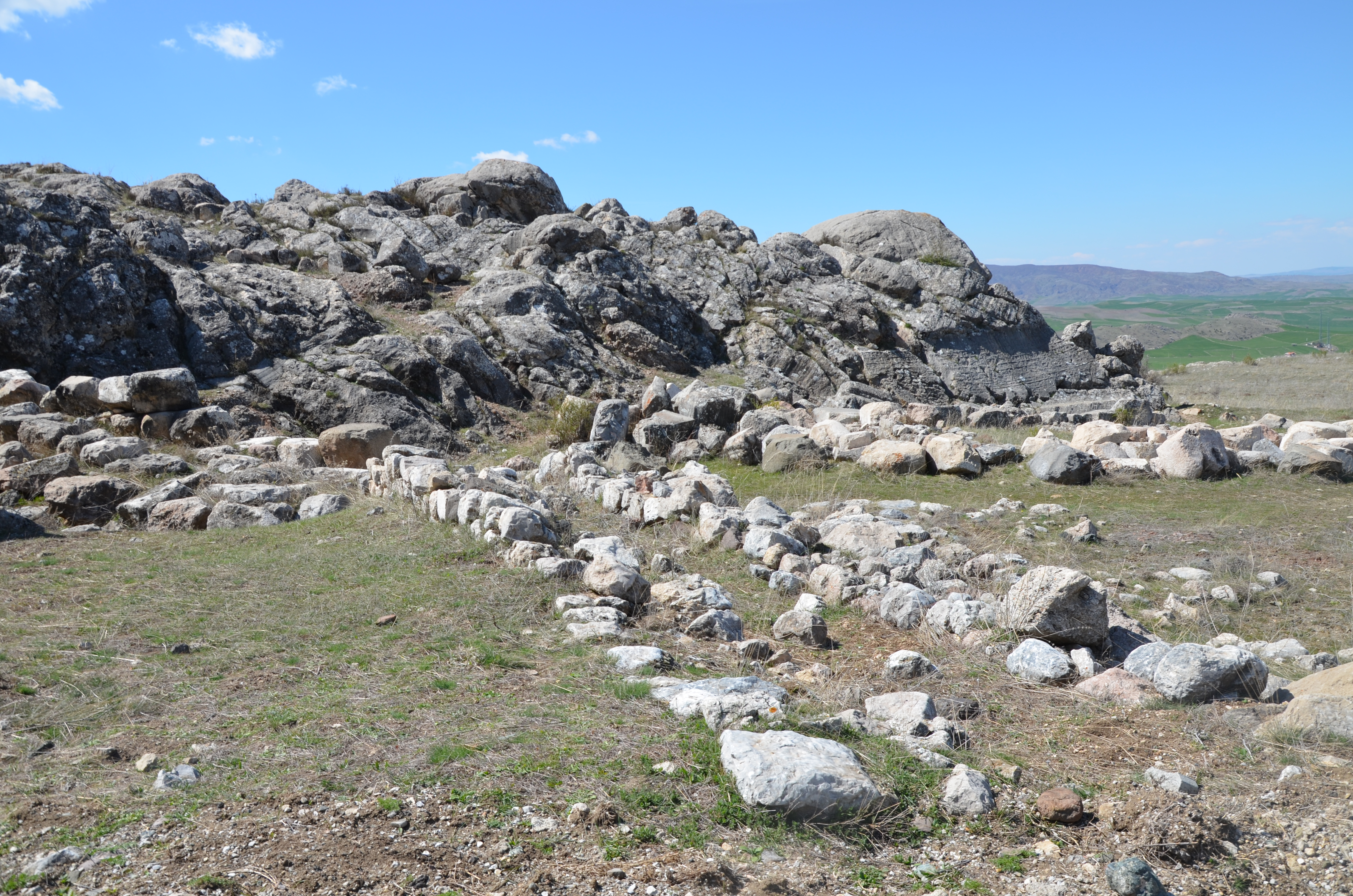
Nişantepe von Osten

Nişantaş (türkisch Zeichenstein) ist ein Felsen mit einer Inschrift in luwischen Hieroglyphen auf dem Hügel Nişantepe (türkisch Zeichenhügel) in der hethitischen Hauptstadt Ḫattuša. Sie ist in der Zeit des hethitischen Großreichs unter Šuppiluliuma II., dem letzten Großkönig, entstanden.

## Lage
Das Grabungsgelände von Ḫattuša liegt bei der Kleinstadt Boğazkale im gleichnamigen Bezirk der Provinz Çorum in der Zentraltürkei. Der felsige Hügel Nişantepe gehört zur Oberstadt und befindet sich etwa 250 Meter südwestlich des Felsmassivs Büyükkale mit der Königsburg, westlich der modernen Fahrstraße, die hier vom Königstor herabkommt. Gegenüber liegt die Südburg genannte Erhebung, auf der sich Reste einer phrygischen Befestigung befinden. Auf dem Nişantepe sind Spuren eines großen Gebäudes zu sehen. Dazu gehören wohl auch die Fragmente von zwei Torsphingen, die in herabgestürzten Trümmern am Fuße des Felsens gefunden wurden und heute im Museum von Boğazkale ausgestellt sind. Auf der südöstlichen Seite des Hügels ist unter einer vorspringenden Hohlkehle die namengebende Inschrift eingemeißelt.

## Beschreibung

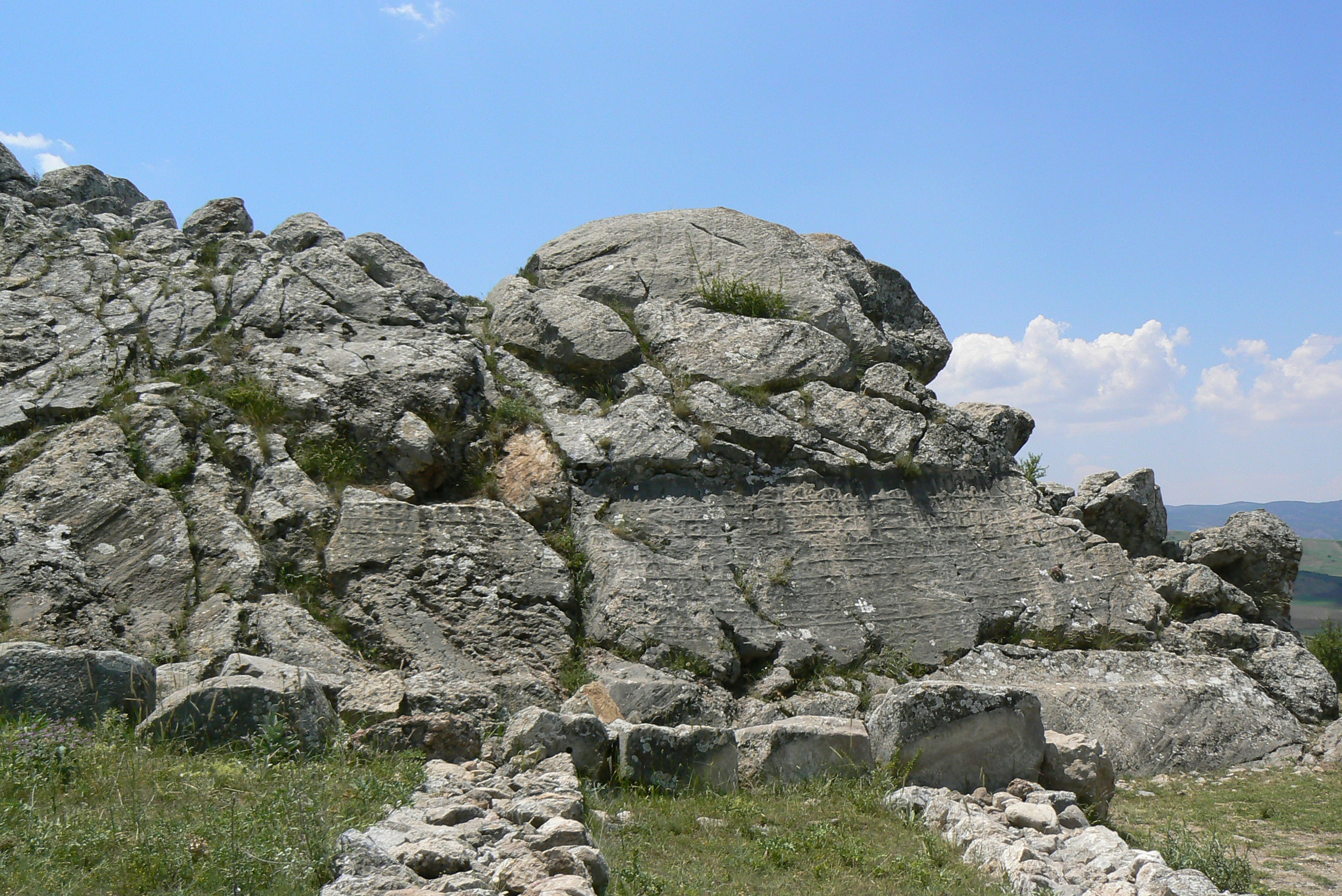
Nişantaş

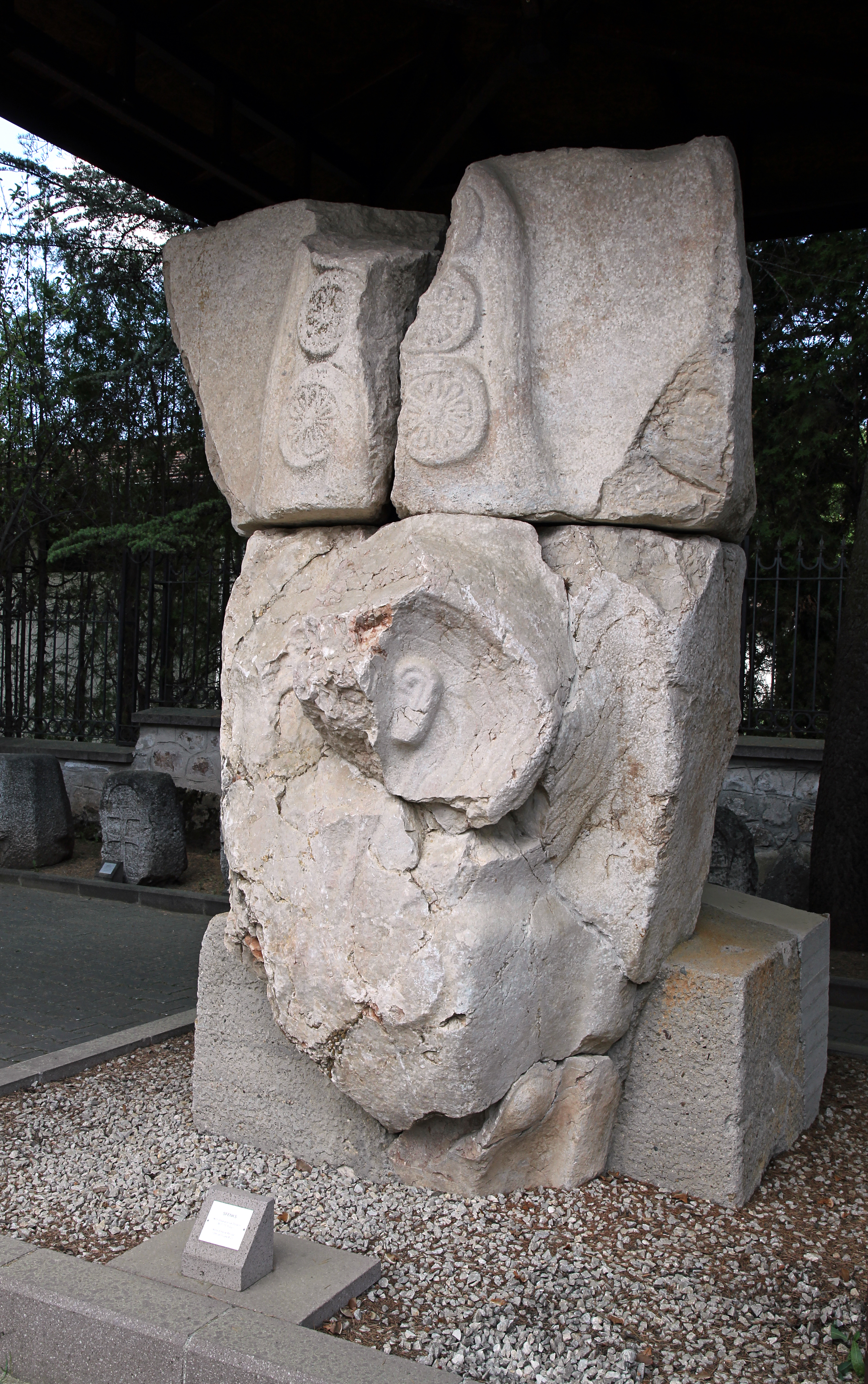
Sphinx-Fragmente im Museum Boğazkale

Die beschriebene Fläche hat eine Neigung von etwa 50 Grad und misst fast 9 Meter in der Breite und 2,40 Meter in der Höhe. Im linken Bereich wird sie durch einen keilförmigen Felsspalt in zwei ungleiche Teile getrennt. Die Schrift ist, ebenso wie die Zeilentrennlinien, im Hochrelief gearbeitet. Der Text beginnt rechts oben linksläufig und setzt sich bustrophedon über elf Zeilen fort, wobei die letzte wieder von rechts kommend im rechten Abschnitt endet. Da die Inschrift seit ihrer Entstehung drei Jahrtausende der Witterung ausgesetzt war, ist sie in sehr schlechtem Zustand, was zur Folge hat, dass lediglich Teile der ersten Zeile, die durch den Felsüberhang geschützt war, gut lesbar sind. Der Text beginnt mit zwei undeutlichen Zeichen, die möglicherweise als ich bin gedeutet werden können. Dem folgt unter einer Flügelsonne der Name Šuppiluliuma mit der Bezeichnung Großkönig, darauf die Abstammung als Sohn des Großkönigs Tudḫaliya IV. und Enkel des Großkönigs Ḫattušili III. Damit kann der Stifter der Inschrift als Šuppiluliuma II., der letzte Großkönig des hethitischen Großreichs vor dessen Zusammenbruch, identifiziert werden, der vom Ende des 13. bis zum Anfang des 12. Jahrhunderts v. Chr. regierte. Nach der Vorstellung folgt nochmals der Name des Tudḫaliya, weshalb angenommen wird, dass der weitere, nur fragmentarisch zu entziffernde Text einen Bericht über die Taten dieses Großkönigs darstellt.
Etwa 200 Meter östlich des Nişantepe, im Südosthang der Südburg, wurde eine Kammer ergraben, die neben einem Relief des Sonnengottes und einem des Šuppiluliuma einen weiteren Hieroglyphentext des gleichen Großkönigs enthält, in der er einen Rechenschaftsbericht über seine Taten gibt.

## Forschungsgeschichte
Die Felsinschrift lag seit ihrer Entstehung offen zutage. Die erste Photographie der Inschrift lieferte 1861 Georges Perrot, der den Ort noch, wie vor ihm Charles Texier, für das antike Pteria hielt. Die Cornell-Expedition nach Kleinasien und in den assyro-babylonischen Orient (der Cornell University) von 1907 besuchte den Ort und veröffentlichte ebenfalls Photos sowie eine Beschreibung. Eine erste wissenschaftliche Besprechung publizierte 1933 Helmuth Theodor Bossert. Eine vollständige Aufnahme des Textes einschließlich guter Photographien und einer Umzeichnung lieferte nach sorgfältiger Bearbeitung mit Kreide 1972 Franz Steinherr. Der britische Hethitologe John David Hawkins nahm die Inschrift in den dritten Teil seines Corpus of Hieroglyphic Luwian Inscriptions auf, wo er ebenfalls eine ausführliche Besprechung und eine neue Übersetzung liefert.